# Сабчота Абхазети
Сабчота Абхазети (груз. საბჭოთა აფხაზეთი, Советская Абхазия) — республиканская газета на грузинском языке, издававшаяся в Абхазской АССР. Являлась органом Абхазского обкома и Сухумского горкома Коммунистической партии Грузинской ССР, а также Советов депутатов трудящихся Абхазской АССР.
Газета основана в 1937 году. В 1970-е годы выходила 5 раз в неделю тиражом 25,8 тыс. экземпляров. В связи с грузино-абхазским конфликтом начала 1990-х годов и бегством значительной части грузинского населения из Абхазии, издание газеты было прекращено.